# Mimeusemia eumelas
Mimeusemia eumelas là một loài bướm đêm trong họ Noctuidae.